# Бланше, Эмиль Робер
Эмиль Робер Бланше (фр. Émile-Robert Blanchet; 17 июля 1877, Лозанна — 27 марта 1943, Лозанна) — швейцарский музыкант и альпинист.
Сын и ученик Шарля Бланше, органиста Церкви Святого Франциска в Лозанне. С 18 лет учился в Кёльнской консерватории у Густава Йенсена и Фридриха Вильгельма Франке. В 1898 г. отправился в Берлин, чтобы заниматься под руководством Ферруччо Бузони; в 1902—1904 гг. выступал с концертами в Берлине, после чего вернулся в Лозанну. Преподавал в Лозаннской консерватории, в 1905—1908 гг. также её директор. В 1917 г. вышел в отставку, чтобы полностью посвятить себя альпинизму.
Начиная с 1901 г. совершил множество восхождений в Альпах как альпинист. Среди прочего впервые покорил Римпфишхорн по северной стене, Алечхорн по юго-восточной стене и т. д.
Автор более сотни произведений, среди которых преобладают фортепианные пьесы, но есть также песни для голоса и фортепиано, несколько пьес для скрипки и для органа, а также книга «Современная фортепианная техника» (фр. Technique moderne du piano; 1935). Концертштюк Бланше для фортепиано с оркестром записан Кларой Хаскил (1947, с Королевским филармоническим оркестром, дирижёр Томас Бичем).
Эмилю Роберу Бланше посвящены Симфонические вариации на тему Брамса Рудольфа Ганца и Etude Macabre Леопольда Годовского.